# Heinrich Boehr
Heinrich Günther Boehr (* 5. August 1940 in Hannover) ist ein Brigadegeneral außer Dienst des Heeres der Bundeswehr. 

## Leben
Beförderungen
- 1960 Leutnant
- 1964 Oberleutnant
- 1968 Hauptmann
- 1972 Major
- 1975 Oberstleutnant
- 1982 Oberst
- 1994 Brigadegeneral

Boehr absolvierte das Abitur an einem humanistischen Gymnasium und trat am 6. April 1959 beim Fernmeldebataillon 1 in Hannover in die Bundeswehr ein. Er durchlief, zunächst als Reserveoffizieranwärter, dann als Offizieranwärter die Offizierausbildung unter anderem an der Heeresoffizierschule I in Hannover zum Offizier des Truppendienstes der Fernmeldetruppe. Von 1963 bis 1965 war er Offizier für Personalwesen (S1) beim Korpsfernmeldekommandeur 1 in Hannover, von April bis September 1965 Zugführer im Fernmeldebataillon 130 in Borken, von Oktober 1965 bis März 1968 Kompaniechef der Fernmeldeausbildungskompanie 5/I in Borken und von April 1968 bis März 1971 Brigadefernmeldeoffizier der Panzergrenadierbrigade 11 in Bogen.
Von 1971 bis 1973 absolvierte Boehr den 14. Generalstabslehrgang Heer an der Führungsakademie der Bundeswehr in Hamburg, wo er zum Offizier im Generalstabsdienst ausgebildet wurde. Danach wurde er Generalstabsoffizier für Logistik (G4) der 1. Panzergrenadierdivision in Hannover, 1975 Generalstabsoffizier für Planung, Ausbildung und Organisation (G3) der Panzergrenadierbrigade 2 in Braunschweig, 1978 Kommandeur des Fernmeldebataillons 1 in Hannover und 1979 Generalstabsoffizier für Militärisches Nachrichtenwesen (G2) der 2. Panzergrenadierdivision in Kassel. 1982 nahm er am Lehrgang am NATO Defense College in Rom teil, bevor er im Oktober 1982 Chef des Stabes der 3. Panzerdivision in Buxtehude wurde. Von Oktober 1984 bis September 1991 war er Referatsleiter I 7 im Führungsstab der Streitkräfte im Bundesministerium der Verteidigung in Bonn. Nach einer Ausbildung an der Bundesakademie für Sicherheitspolitik von April bis Juni 1991 wurde er im Oktober 1991 Brigadekommandeur der Panzerbrigade 6 in Hofgeismar. 
Von Januar bis März 1994 besuchte Boehr das Staff College Camberley im Vereinigten Königreich, bevor er in seiner letzten Verwendung stellvertretender Befehlshaber und Kommandeur der Wehrbereichstruppen im Wehrbereich III und General für Nationale und Territoriale Aufgaben in Düsseldorf war. Mit Ablauf des September 2000 wurde er in den Ruhestand versetzt.
Boehr ist verheiratet, evangelisch und hat zwei Töchter.

## Auslandseinsätze
- Nationaler Befehlshaber des 3. Deutschen SFOR-Kontingentes (April bis September 1997)

## Auszeichnungen
- Verdienstkreuz am Bande des Verdienstordens der Bundesrepublik Deutschland (2001)
- Ehrenkreuz der Bundeswehr in Gold
- Gedenkmedaille aus Anlass der Waldbrandkatastrophe im August 1975
- Deutsches Sportabzeichen in Gold